# Per Otto von Gedda
Per Otto von Gedda, född 23 mars 1771 i Stockholm, död 4 januari 1813 på Norrga, Grödinge socken, Stockholms län, var en svensk friherre, kanslist och tecknare.
Han var son till kammarrevisionsrådet Peter Niclas von Gedda och Maria Charlotta Möller och från 1804 gift med Emerentia Andreetta Berg. von Gedda var anställd som kanslist vid generallanttullkansliet, vid sidan av sitt arbete var han verksam som konstnär. Han studerade vid Konstakademien 1792, och där finns en bevarad kolorerad etsning föreställande Kärnbo kyrka i Södermanland som han utförde 1802.